# Исэреску, Андрея
Флоренца Андрея Исэреску (рум. Florenţa Andreea Isărescu; 3 июля 1984, Бухарест) — румынская гимнастка, выступавшая в международных соревнованиях с 1997 по 2000 год. Олимпийская чемпионка Сиднея.

## Биография
На Олимпиаде 2000 года в Сиднее в составе румынской сборной (Аманар, Бобок, Олару,Пресакан, Рэдукан) выиграла золото в командном многоборье.